# Радивој Кораћ
Радивој Кораћ (Сомбор, 5. новембар 1938 — Каменица, 2. јун 1969), познат под надимком Жућко, био је југословенски и српски кошаркаш. Познат је по играма у свом клубу ОКК Београд и у репрезентацији. Један од најбољих југословенских кошаркаша свих времена. Постао је један од најбољих југословенских играча током 1960-их. Проглашен је спортистом године у Југославији 1960. Са репрезентацијом је освојио две сребрне медаље на Европским првенствима (1961, 1965), две на Светским првенствима (1963, 1967) и Олимпијским играма 1968., као и бронзану медаљу на Европском првенству 1963, и четири првенства Југославије.

## Биографија
Кораћ је рођен у Сомбору у породици Богдана и Загорке Кораћ. Почео је да игра за БСК (ОКК Београд) са 16 година и играо је крилног центра са висином од 193 цм, а тренер му је био Борислав Станковић. Са ОКК Београдом Кораћ је освојио четири првенства Југославије (1958, 1960, 1963, 1964) Кораћ је био први стрелац и играч Стандарда из Лијежа, првака Белгије (1967/68), играјући за Петрарку из Падове, био је први стрелац првенства Италије (592 поена на 22 утакмице).
Кораћ је као играч ОКК Београда наступао на разним европским такмичењима. Три пута је проглашен за члана најбољег европског тима. На утакмици Купа европских шампиона против Алвика из Стокхолма 1965. године, Кораћ је постигао 99 поена (утакмица се завршила резултатом 155:57) и замало срушио рекорд Вилта Чејмберлена који је 2. марта 1962, на утакмици између Филаделфија Вориорса и Њујорк Никса, постигао 100 поена.
Био је најбољи стрелац првенства Југославије седам година узастопно, што је највише у историји југословенске кошарке, са просеком поена по утакмици од 32,7. Кораћ је био познат по свом карактеристичном извођењу слободних бацања, са две руке одоздо, држећи лопту пре шута непосредно изнад терена, такозвано из бунара.
У Белгији је једном приликом био гост у врло гледаном телевизијском шоу-програму. На питање водитељке колико слободних бацања може погодити из 100 покушаја, Кораћ је одговорио да може погодити 70 до 80. У том тренутку се померила завеса у студију иза које је стајао кош. Водитељка је замолила Кораћа да гледаоцима потврди своју тврдњу на лицу места, а Кораћ је погодио сва слободна бацања.

### Репрезентација
За југословенски национални тим је дебитовао 1958. За репрезентацију Југославије је играо на четири Европска првенства и на три је био први стрелац (Београд 1961.-216, Вроцлав 1963.-239, Москва 1965.-195). Са репрезентацијом је освојио две сребрне медаље на Европским првенствима (1961, 1965), две на Светским првенствима (1963, 1967) и Олимпијским играма 1968., као и бронзану медаљу на Европском првенству 1963. Одиграо је укупно 157 међународних утакмица и постигао 3153 поена, са за тадашње стандарде високим просеком од 20,1 поена по утакмици.

### Остало
Кораћ је студирао на Електротехничком факултету Универзитета у Београду. Једном је одбио понуду Црвене звезде, иако му је Александар Гец, ондашњи директор Црвене звезде, нудио двособни стан и аутомобил Фијат 1300. Био је велики познавалац и љубитељ музике и претпоставља се да је прве плоче Битлса у Београду, донео он.

### Саобраћајна незгода и погибија
Радивој Кораћ је погинуо у 30. години у саобраћајној незгоди 2. јуна 1969. код села Каменице, 12 км од Сарајева, после утакмице између репрезентације Југославије и селекције Босне и Херцеговине. Радивој Кораћ је први спортиста који је сахрањен у Алеји заслужних грађана на Новом гробљу у Београду. На сахрани је присуствовала и делегација из Петрарке из Падове, клуба у којем је Кораћ завршио каријеру.

## Признања
је 1971, на предлог тадашњег генералног секретара Вилијама Џоунса, у Кораћеву част покренула такмичење Куп Радивоја Кораћа, а кошаркашке утакмице нису одиграване 2. јуна по одлуци Кошаркашког савеза Југославије. Пехар који се додељивао победнику овог такмичења назван је „Жућкова левица“. Ово европско такмичење је угашено 2002. а Кошаркашки савез Србије и Црне Горе је променио име свог националног купа у Куп Радивоја Кораћа.
Улице са његовим именом постоје у Београду, Нишу, Новом Саду, Крагујевцу, Младеновцу, Панчеву, Руми и у родном Сомбору. У просторијама ОКК Београд су изложене његове патике и дрес са бројем 5, који је заувек повучен.
У Алкобендасу, предграђу Мадрида, 1. марта 2007. отворена је Кућа славних Међународне кошаркашке организације. У Кућу славних је примљено 38 личности, од којих и пет играча, тренера, судија и кошаркашких радника из Србије. Међу њима је и Радивој Кораћ.
Године 2022. Кораћ је примљен постхумно у Кућу славних кошаркаша у Спрингфилду.

## Занимљивости
Радивој Кораћ је био велики колекционар грамофонских плоча. Он је био први који је донео плочу Битлса у Београд.